# Moçambola
Moçambola  (sau Campeonato Moçambicano de Futebol în portugheză) este primul eșalon din sistemul competițional fotbalistic din Mozambic.

## Echipele sezonului 2010
- Atlético Muçulmano da Matola
- CD Costa do Sol (Maputo)
- CD Matchedje de Maputo
- CD Maxaquene (Maputo)
- Clube Ferroviário da Beira
- Clube Ferroviário de Maputo
- Clube Ferroviário de Pemba
- Futebol Clube de Lichinga (Lichinga)
- GD HCB de Songo (Songo)
- GDR Textáfrica
- Grupo Desportivo de Maputo
- Liga Muçulmana de Maputo
- Sporting Clube da Beira
- Vilankulo FC (Vilankulo)

Retrogradate în 2009:
- Clube Ferroviário de Nampula
- Chingale de Tete
- Ferroviário de Nacala Velha

## Lista campioanelor

### Campioane coloniale
| - 1956: Ferroviário (Lourenço Marques) - 1957: Grupo Desportivo de Lourenço Marques - 1958: Ferroviário (Beira) - 1959: Sporting Clube de Nampula - 1960: Sporting Clube de Lourenço Marques - 1961: Ferroviário (Lourenço Marques) - 1962: Sporting Clube de Lourenço Marques | - 1963: Ferroviário (Lourenço Marques) - 1964: Grupo Desportivo de Lourenço Marques - 1965: neterminat - 1966: Ferroviário (Lourenço Marques) - 1967: Ferroviário (Lourenço Marques) - 1968: Ferroviário (Lourenço Marques) - 1969: Textáfrica (Vila Pery) | - 1970: Ferroviário (Lourenço Marques) - 1971: Textáfrica (Vila Pery) - 1972: Ferroviário (Lourenço Marques) - 1973: Textáfrica (Vila Pery) - 1974: Ferroviário (Beira) |

### După independență
| - 1975: no national championship - 1976: Textáfrica do Chimoio - 1977: Desportivo de Maputo - 1978: Desportivo de Maputo - 1979: Costa do Sol - 1980: Costa do Sol - 1981: Têxtil Punguè - 1982: Ferroviario de Maputo - 1983: Desportivo de Maputo - 1984: Maxaquene - 1985: Maxaquene - 1986: Maxaquene - 1987: Matchedje | - 1988: Desportivo de Maputo - 1989: Ferroviario de Maputo - 1990: Matchedje - 1991: Costa do Sol - 1992: Costa do Sol - 1993: Costa do Sol - 1994: Costa do Sol - 1995: Desportivo de Maputo - 1996: Ferroviario de Maputo - 1997: Ferroviario de Maputo - 1998/99: Ferroviario de Maputo - 1999/00: Costa do Sol - 2000/01: Costa do Sol | - 2002: Ferroviario de Maputo - 2003: Maxaquene - 2004: Ferroviário de Nampula - 2005: Ferroviario de Maputo - 2006: Desportivo de Maputo - 2007: Costa do Sol - 2008: Ferroviario de Maputo - 2009: Ferroviario de Maputo - 2010: |  |

## Titluri după echipă
| Echipă                 | Titluri |
| ---------------------- | ------- |
| Costa do Sol           | 9       |
| Ferroviário de Maputo  | 9       |
| Desportivo de Maputo   | 6       |
| Maxaquene              | 4       |
| Matchedje              | 2       |
| Ferroviário de Nampula | 1       |
| Textáfrica do Chimoio  | 1       |
| Têxtil Punguè          | 1       |

## Golgeteri
| An   | Golgeter           | Echipă                | Goluri |
| 2002 | Genito             | CD Maxaquene          | 11     |
| 2004 | Ruben              | Ferroviário da Beira  |        |
| 2005 | Maurício Pequenino | Desportivo de Maputo  | 14     |
| 2006 | Maurício Pequenino | Desportivo de Maputo  | 11     |
| 2007 | Tó                 | Costa do Sol          | 16     |
| 2008 | Luis               | Ferroviário de Maputo | 15     |